# Bruce C. Murray

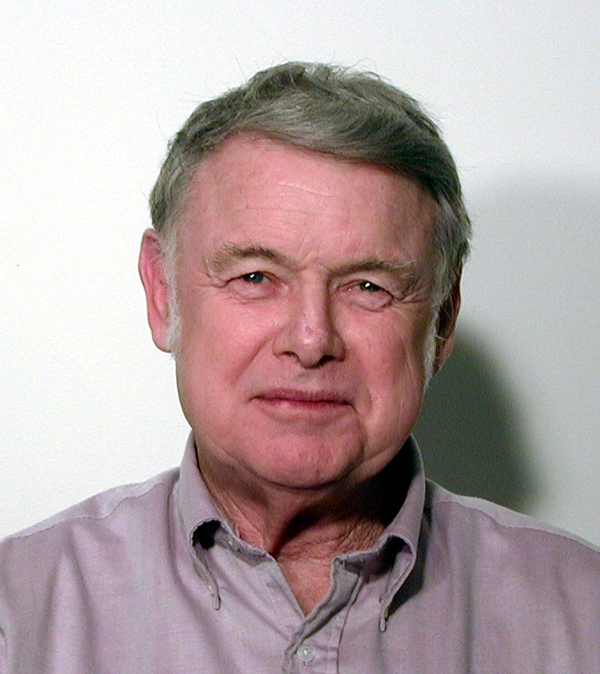
Bruce C. Murray

Bruce C. Murray (* 30. November 1931 in New York City, New York; † 29. August 2013 in Oceanside, Kalifornien) war ein amerikanischer Geologe und Planetologe.
Er promovierte 1955 am Massachusetts Institute of Technology in Geologie und arbeitete danach für Standard Oil of California, die United States Air Force, und den United States Civil Service, ehe er 1960 eine Tätigkeit am California Institute of Technology antrat. Er wurde 1963 außerordentlicher Professor, 1969 ordentlicher Professor für Planetologie und Geologie und emeritierte im Jahre 2001.
Vom 1. April 1976 bis 30. Juni 1982 stand er dem Jet Propulsion Laboratory als Direktor vor.
Zusammen mit Carl Sagan und Louis Friedman gründete er 1980 die Planetary Society und übernahm für eine Amtszeit den Vorsitz.
Murray starb im Alter von 81 Jahren an den Folgen seiner Alzheimer-Erkrankung. Er war verheiratet und hatte fünf Kinder. Sein Cousin Tom Foley ist ehemaliger Sprecher des Repräsentantenhauses der Vereinigten Staaten.

## Ehrungen
1997 erhielt Murray als Erster den Carl Sagan Memorial Award verliehen. 2004 wurde er mit dem Telluride Tech Festival Award of Technology in Telluride, Colorado ausgezeichnet.
Der Asteroid (4957) Brucemurray wurde ihm zu Ehren benannt.